# Formentera
Formentera er en ø og kommune i det østlige Spanien i provinsen De Baleariske Øer. Den har et indbyggertal på 11.389 (2024) indbyggere.
Formentera er en mindre og mere sydlig ø i øgruppen Pityuserne, der omfatter Ibiza og Formentera samt forskellige små øer.

## Geografi
Øen er 19 kilometer lang og ligger 6 kilometer syd for Ibiza.
Nord for Formentera ligger den ubeboede ø Espalmador.

### Klima
Vintrene er milde, temperatur om vinteren er omkring 15°C, moderat nedbør. Meget sjældent sne og frost. Sommersæsonen varer fra juni til september, temperaturen er normalt på 30°C, et stort antal solskinstimer, nedbør er ekstremt sjældent. Selvom øen ligger så tæt på Ibiza opleves vejret forskelligt, på Ibiza holder de små bjerge på de store skyer og giver højere luftfugtighed, mens der på Formentera altid er en frisk brise ind fra havet.

## Transport
Hovedparten af alle der ankommer eller forlader Formentera, benytter Ibiza Lufthavn og derfra med taxi til havnen i Ibiza By og videre med hurtigfærgerne som tager ca. 35 min.

## Attraktioner
Først og fremmest strandene. Der udfolder sig alt tænkeligt strandliv, over strandtennis til snorkling. Formentera har altid haft en stærk hippiekultur, og samtidigt grundet at det er tilladt at nøgenbade overalt, bortset fra et lille stykke by strand i Es Pujols, har Formentera altid tiltrukket naturister.

## Seværdigheder
Formentera har ganske få seværdigheder, en af de få er fyret på "Far de la mola".
Fyret er placeret på et plateau ca. 200 meter over havet.

## "Neptun-græs" og krystalklart badevand
Mellem Ibiza og Formentera findes de største koncentrationer af »Neptun-græs« / Posedonia oceanica  i Middelhavet, og et af de største områder ligger langs Formenteras lavvandede nordkyst.
Det er det havgræs, der sikrer det krystalklare badevand.
Otte kilometer lang og 100.000 år gammel er havgræssletten, der har været fredet siden 1999 i »Es Freus d’Eivissa i Formentera« marinepark, og senere er naturområdet også blevet World Heritage.

## Firben
Der findes firben nærmest overalt på Formentera, og derfor er de også gengivet på utallige former for souvenirs.